# 高知中央インターチェンジ
高知中央インターチェンジ（こうちちゅうおうインターチェンジ）は、高知県高知市高須砂地にある高知東部自動車道（高知南国道路）のインターチェンジである。
高知東部自動車道自体は無料だが、高知ICでは高知東部自動車道と一般道の出入りができないため、本ICが無料区間の最終出口となる。また、上り線と下り線で一般道との接続地点が異なる。

## 接続する道路

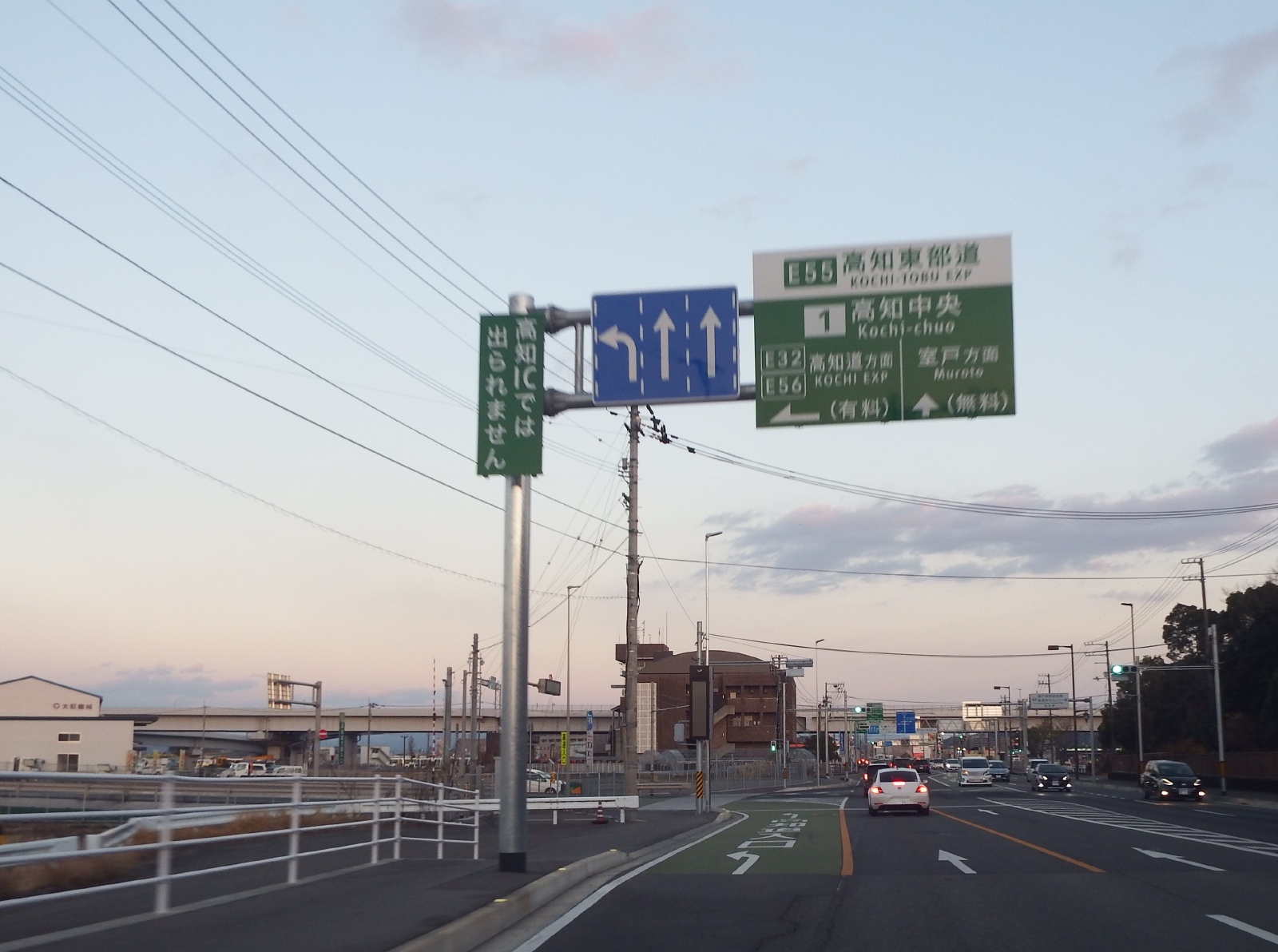
県道374号より

- 高知県道374号高知南国線（大津バイパス）：高知龍馬空港方面からの流出・高知道方面への流入が直接接続。
- 高知県道44号高知北環状線：高知道方面からの流出・高知龍馬空港方面への流入が直接接続。

## 沿革
- 2014年（平成26年）8月29日 : 当ICの名称が「高知中央IC」で正式決定[2][3]。
- 2021年（令和3年）2月27日 : 高知IC/JCT - 高知南IC間開通に伴い、供用開始[4]。

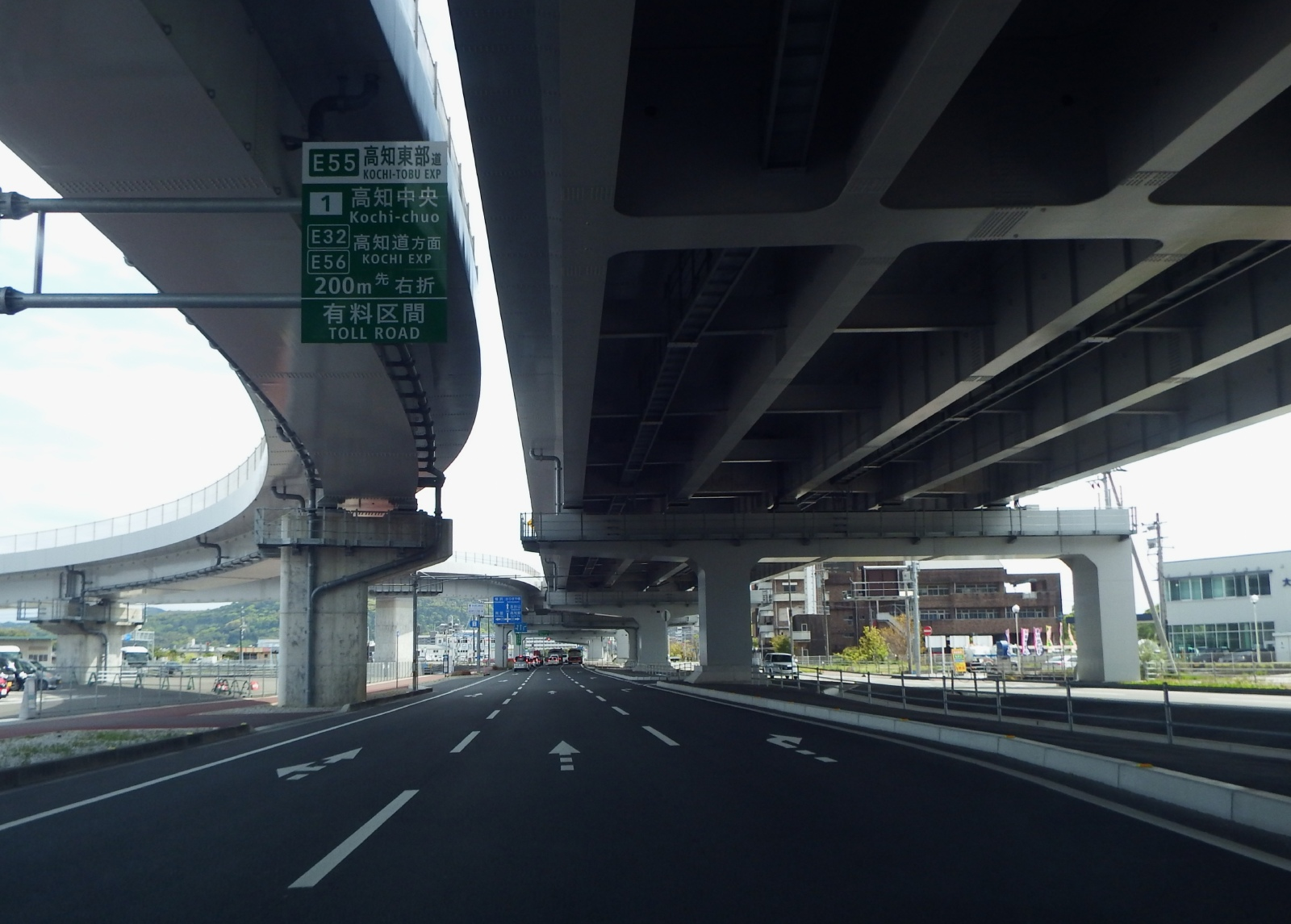
高知中央インターチェンジ下部

## 周辺
- 高知市東消防署
- 高知市浄化センター
- 高知県立美術館
- 高知高須病院
- JA高知ライスセンター
- サンピア セリーズ（旧ウェルサンピア高知）
- 高知ぢばさんセンター
- 高知県中小企業会館
- 高知県卸商団地
- ジェイアール四国バス高知支店

## 高速バス停留所
高知中央インター（高知北環状線上ジェイアール四国バス高知支店前）
ジェイアール四国バス
- なんごくエクスプレス
- 高知エクスプレス号・京阪神ドリーム高知号（西日本ジェイアールバスと共同運行）

本バス停の供用開始後、事前予約制の無料駐車場200台分が整備された。

## 隣
E55 高知南国道路
（高知自動車道 - ）(11)高知JCT - (1)高知中央IC - (2)高知南IC